# Mezquita Nacional de Abuya
La Mezquita Nacional de Abuya ( en árabe: مسجد أبوجا الوطني‎   ) es la mezquita nacional de Nigeria. Fue construida en 1984 y está abierta al público no musulmán, excepto durante las oraciones colectivas.

## Administración
Después del fallecimiento del Imán Jefe, Sheikh Musa Muhammad, en 2015, tal cargo fue abolido.
El 9 de octubre de 2017, con la aprobación del Consejo Supremo de Asuntos Islámicos de Nigeria, la Junta de Administración de la Mezquita Nacional de Abuya bajo la presidencia de Su Alteza Real Alh. El Dr. Yahaya Abubakar, CRF, también fue disuelta y en su lugar se nombró un Administrador Único, llamado Murshid de la mezquita, así como tres imanes principales adjuntos designados como imanes coiguales para ayudar al Murshid. El Murshid asumió el cargo el 15 de noviembre de 2017, combinando el cargo de Imán Jefe y Jefe Administrativo de la Mezquita Nacional.
Galadanci también actúa como Murshid (Gran Instructor, Guía Espiritual o Administrador General). La junta directiva está encabezada por HE, Alhaji Dr. Ibrahim Dasuki, el decimoctavo sultán de Sokoto y presidente general del Consejo Supremo de Asuntos Islámicos de Nigeria en abril de 1992, pero actualmente, la junta directiva está bajo la presidencia de Su Alteza Real., Alhaji. Dr. Yahaya Abubakar, CFR, Etsu Nupe.
Aims Construction Limited se adjudicó el proyecto de construcción de la mezquita y completaron el proyecto en 1985.

## Ubicación y diseño
La mezquita está ubicada en Abuya, en Independence Avenue, frente al National Christian Center. Incluye una biblioteca y una sala de conferencias.
El complejo incluye un centro de conferencias con capacidad para quinientas personas, la oficina del Centro Islámico e instalaciones residenciales para el imán y el muecín. Durante la construcción, los contratistas generales fueron Lodigiani Nigeria Ltd., mientras que la consultoría de diseño estuvo a cargo de AIM Consultants Ltd.